# Kelly Olynyk

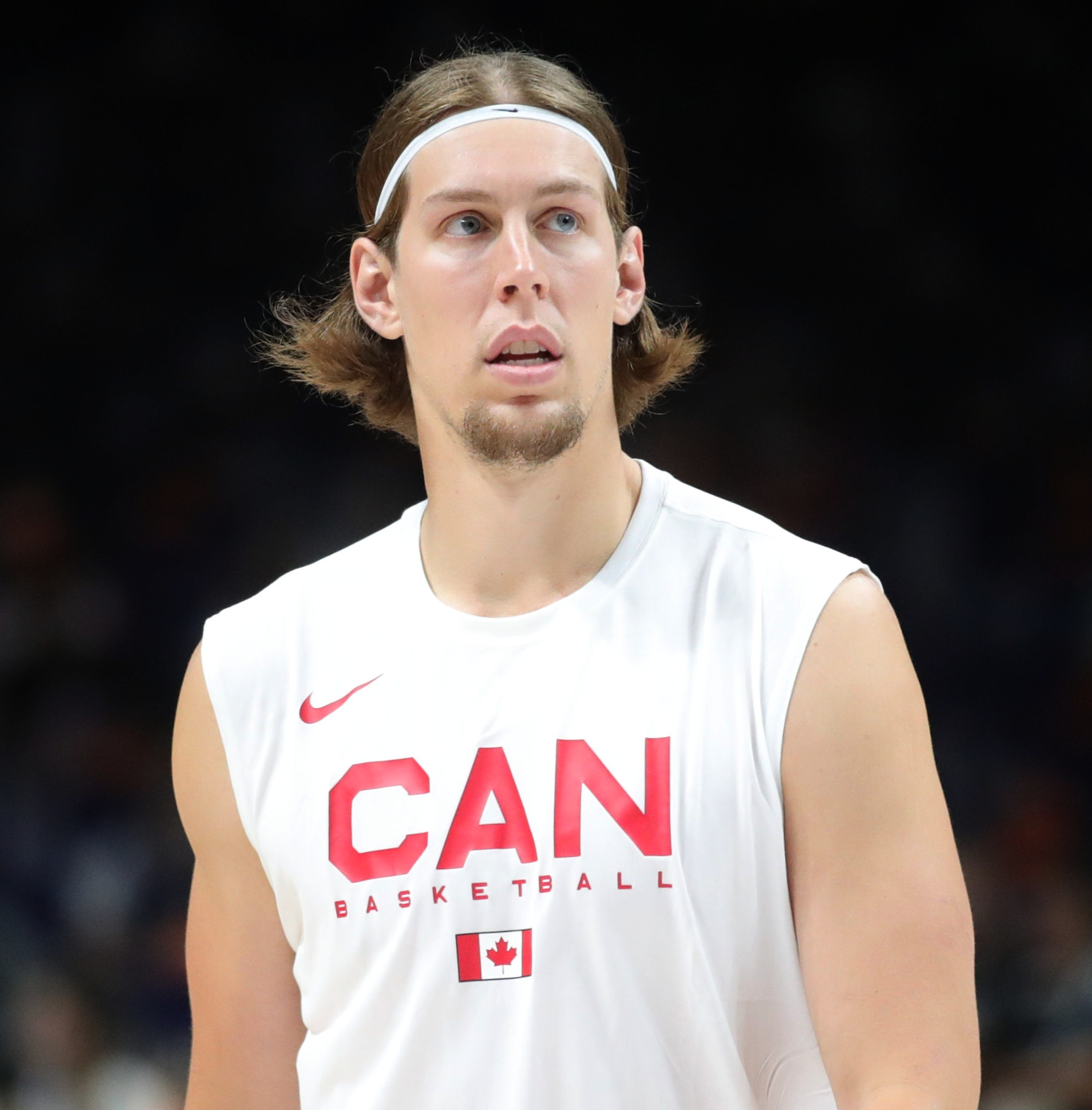
Kelly Olynyk, 2023.

Kelly Tyler Olynyk, född 19 april 1991 i Toronto i Ontario, är en kanadensisk professionell basketspelare (C/PF) som spelar för San Antonio Spurs i National Basketball Association (NBA). Han har tidigare spelat för Boston Celtics, Miami Heat, Houston Rockets, Detroit Pistons, Utah Jazz, Toronto Raptors och New Orleans Pelicans.
Olynyk draftades av Dallas Mavericks i första rundan i 2013 års draft som 13:e spelare totalt.
Innan han blev proffs studerade Olynyk på Gonzaga University och spelade för deras idrottsförening Gonzaga Bulldogs.
Han deltog också, tillsammans med Kanadas basketlandslag, vid världsmästerskapet i basket för herrar 2023 och vann bronsmedalj.